# 千原江理子
千原 江理子（ちはら えりこ、5月30日 - ）は、日本の声優。ぷろだくしょん★A組所属。北海道出身。明治大学文学部演劇学科卒業。

## 来歴
以前は賢プロダクションに所属していた。俳協養成所出身。

## 人物
趣味・特技はピアノ。

## 出演

### テレビアニメ
- おねがい!サミアどん（1985年）
- タッチ（1985年 - 1998年、清水文子）- 1シリーズ + 特別編[3]
- 愛の若草物語（1987年、バーバラ）
- ウルトラB（1987年、ピッピ）
- エスパー魔美（1987年、ユカリ）
- シティーハンター（1987年、鹿鳴館綾子）
- 陽あたり良好!（1987年、退助）
- それいけ!アンパンマン（1989年 - 2022年、あかちゃんまん〈初代・3代目〉）

### 劇場アニメ
- タッチ2 さよならの贈り物（1986年、清水文子）
- 陽あたり良好! KA・SU・MI 夢の中に君がいた（1988年、退助）
- それいけ!アンパンマン キラキラ星の涙（1989年、ユキダルマン[4]）
- 機動戦士ガンダムF91（1991年、ミンミ・エディット）

### OVA
- 小助さま力丸さま -コンペイ島の竜-（1988年、杉作）

### 吹き替え

#### 映画
- SHERLOCK（シャーロック）（2012年）

#### ドラマ
- チャームド〜魔女3姉妹〜（2001年）
- HAWAII FIVE-0（2010年、ニッキー）

#### アニメ
- イウォーク物語（1998年、マラーニ）※VHS版
- わんぱくダック夢冒険（1998年、ルーイ）※テレビ東京版、バンダイ版
- ズーとたのしいシマウマかぞく（2013年）

### その他コンテンツ
- 世界の衝撃ストーリー（声の出演）